# St. Oswald (Lonnerstadt)

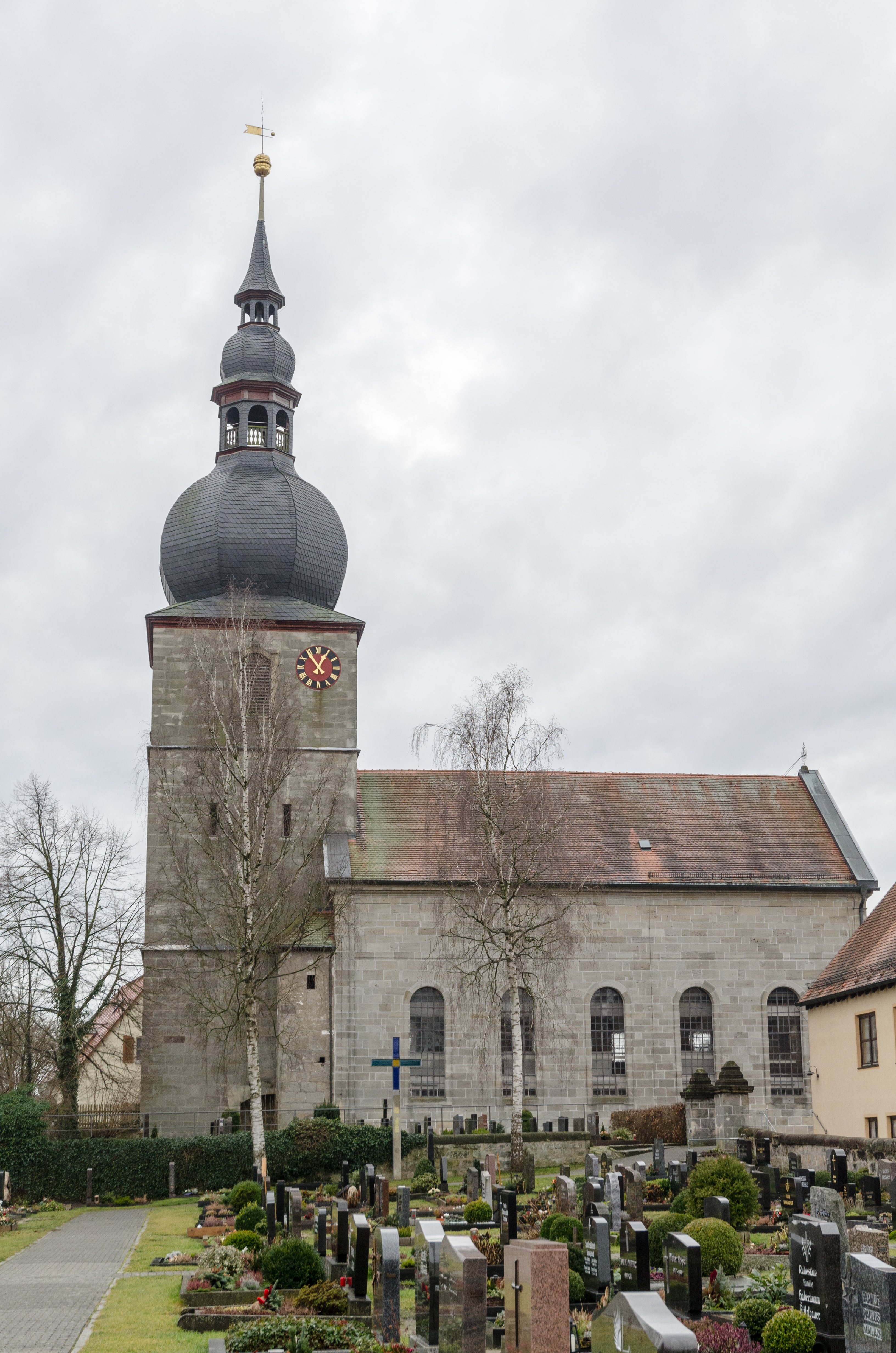
St. Oswald (Lonnerstadt)

Die evangelische, denkmalgeschützte Pfarrkirche St. Oswald steht in Lonnerstadt, einem Markt im Landkreis Erlangen-Höchstadt (Mittelfranken, Bayern). Das Bauwerk ist unter der Denkmalnummer D-5-72-139-1 als Baudenkmal in der Bayerischen Denkmalliste eingetragen. Die Kirchengemeinde gehört zum Dekanat Bamberg im Kirchenkreis Bayreuth der Evangelisch-Lutherischen Kirche in Bayern.

## Bezeichnung
Der Chorturm stammt aus der 2. Hälfte des 14. Jahrhunderts. Er wurde 1715–17 um ein Geschoss, das die Turmuhr und den Glockenstuhl beherbergt, aufgestockt und mit einer schiefergedeckten Welschen Haube bedeckt. Das Langhaus wurde 1835/36 auf der alten Grundmauer des Vorgängerbaus errichtet. 
Der Innenraum des Chors, d. h. das Erdgeschoss des Chorturms, ist mit einem Kreuzrippengewölbe auf Konsolen überspannt, der des Langhauses, der mit umlaufenden, doppelstöckigen Emporen ausgestattet ist, mit einem Spiegelgewölbe. Im Chor steht ein Sakramentshaus. Der Altar wurde um 1680 gebaut, das Altarretabel stammt aus der 1. Hälfte des 17. Jahrhunderts. Die mit Rocaille verzierte Kanzel wurde um 1750 aufgestellt.